# Brandon Slay

Zawodnik Penn Quakers

Brandon Douglas Slay (ur. 14 października 1975) – amerykański zapaśnik w stylu wolnym. Złoty medalista olimpijski z Sydney 2000 w wadze do 76 kg. Przegrał walkę finałową z Alexandrem Leipoldem z Niemiec, ale ten został złapany na stosowaniu dopingu, nandrolonu i zdyskwalifikowany.
Zwycięzca Pucharu 5 Kontynentów w 1998 i Igrzysk Oceanu Spokojnego w 1995 roku.
Zawodnik Tascosa High School z Amarillo i University of Pennsylvania. Dwa razy All-American (1997,1998) w NCAA Division I, drugi w 1997 i 1998 roku.